# IC 2525
IC 2525 ist eine kompakte elliptische Galaxie vom Hubble-Typ E0 im Sternbild Kleiner Löwe am Nordsternhimmel. Sie ist schätzungsweise 683 Millionen Lichtjahre von der Milchstraße entfernt und hat einen Durchmesser von etwa 60.000 Lichtjahren.
Im selben Himmelsareal befinden sich u. a. die Galaxien IC 2515, IC 2518, IC 2530.
Das Objekt wurde am 11. Mai 1896 von Stéphane Javelle entdeckt.